# Plac Katedralny w Wilnie

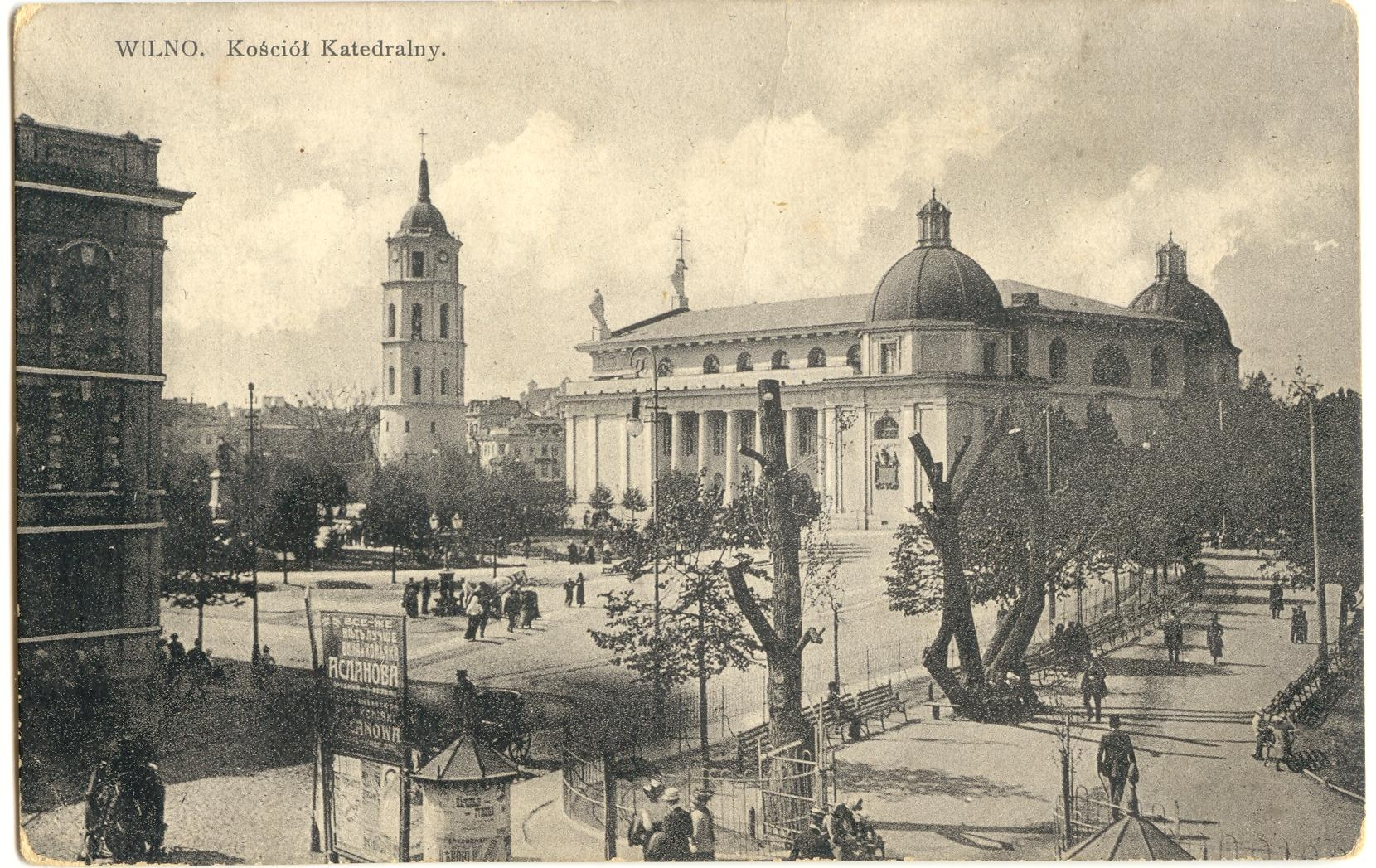
Plac Katedralny, przed 1914

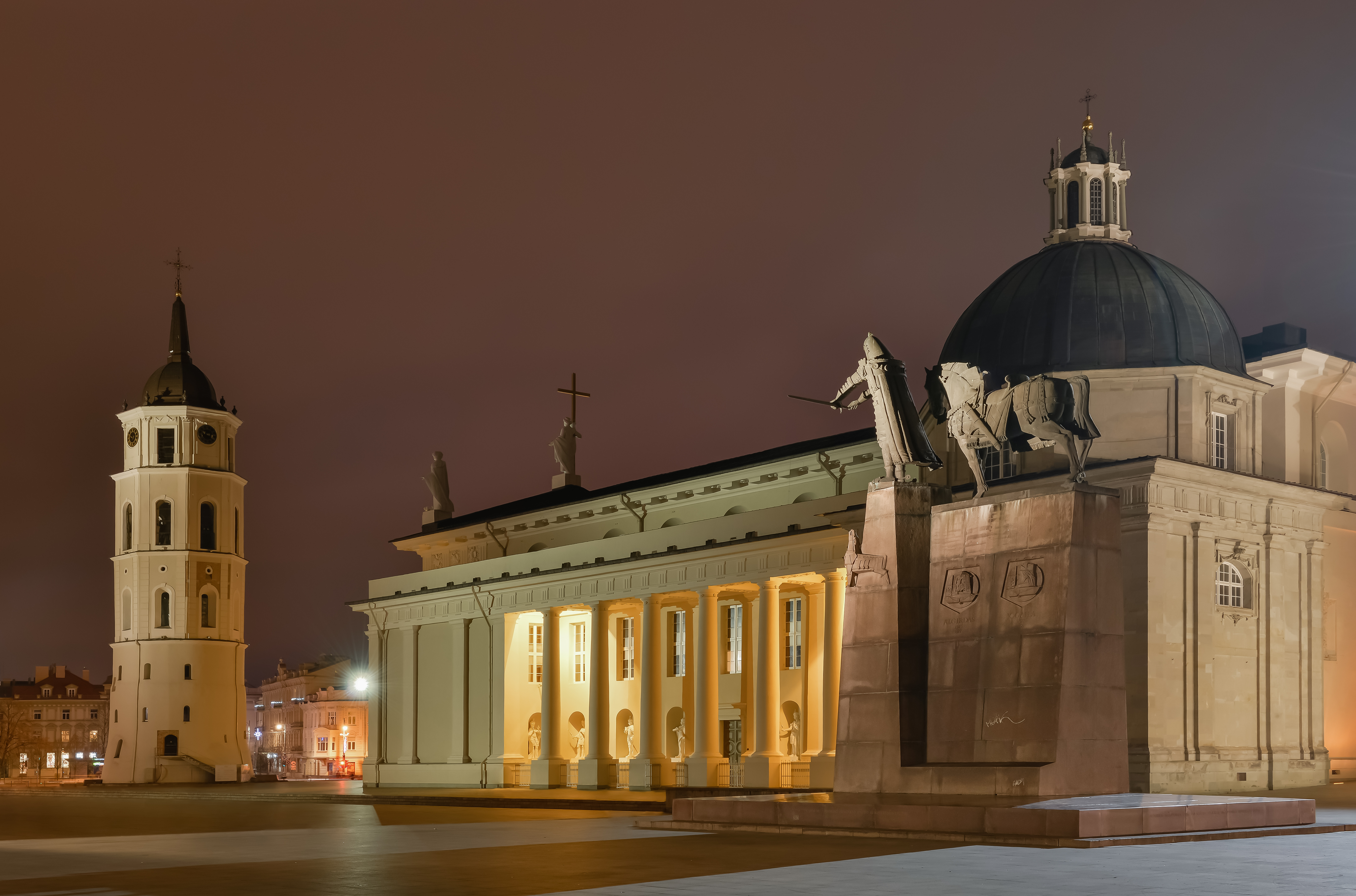
Plac Katedralny w 2014 roku

Plac Katedralny w Wilnie – jeden z głównych placów Wilna, obok katedry w Wilnie. Plac został utworzony w XIX wieku. 
Plac znajduje się na terenie Starego Miasta w Wilnie. W sąsiedztwie placu jest położona klasycystyczna bazylika archikatedralna, zaś ma terenie samego placu znajduje się wykonany z brązu pomnik wielkiego księcia Giedymina, przedstawiający władcę zwróconego w kierunku dzwonnicy katedry; obok Giedymina stoi jego koń.